# シンビーノ
シンビーノ（Sinvino）は大塚食品から発売されている清涼飲料水ブランドの一つである。1983年に新ジャンルの炭酸飲料として企画されたが、1990年代以降は砂糖・香料を使用していない茶系飲料である「シンビーノ ジャワティ」を中心としたものとなっている。

## 概要
大塚製薬の当時の社長であった大塚明彦が渡米中に、食事会でアイスティやアップルタイザーが饗されていたことから着想を得て、和食にも合う無糖のテーブルドリンクの開発を思いつく。また「クルマを運転しなければならない人物が、陽が射す時間帯にノンアルコールで楽しむことが出来るドリンク」をコンセプトに考案。「新しいワイン風飲料」という発想から、sin（スペイン語で"ない"（without）を意味する）とvino（イタリア語でワイン（アルコール）を意味する）とを組み合わせて、シンビーノというネーミングを冠し、1983年にリンゴ味の炭酸飲料として発売される。
発売当初は若い世代向けにコンビニエンスストアを中心に発売されたが、当時は健康に対する意識がまだ現代に比べて低かったことや、1本355mlで300円前後と値段が高かったこともあり、売り上げの出足が重い状況が続いた。このため355ml瓶の他、新たに220ml瓶を市場に投入し、またマンゴー、ローズヒップ、グァナバナなどの味を追加するなどしたが、状況は好転せず、1988年にアップル味以外を製造中止にした。
1989年、どんな食事にも合う無糖のテーブルドリンクをコンセプトに、シンビーノジャワティストレートを発売。イメージキャラクターとして起用していたアイドルグループ・シブがき隊に代えて、映画俳優として頭角を現していた本木雅弘を起用した。ヴォーギングの要素を取り入れた奇妙なダンスを披露するテレビCMが話題となり、売り上げも急上昇したた。当時サントリーが発売し、市場に定着していたウーロン茶と並び、一躍定番商品化する。この結果1990年頃には、少数生産され続けてきたアップル味も製造中止となり、ここから長年にわたり、同ブランド名のシンビーノはこのジャワティストレートのみで続くことになる。
紅茶最大のブランドである午後の紅茶（キリンビバレッジ）が「おいしい無糖」を2011年に発売するまでの22年間、無糖紅茶市場はシンビーノジャワティストレートの独占状態となっていた。
21世紀に入り、社会環境の変化やノンアルコール飲料市場の拡大により、2006年3月にはこれまでジャワティストレートのみだった種類が、アップル味のスパークリングゴールドとグレープ&カシス味のスパークリングレッドが数量限定で販売された。
2009年には緑茶である「ジャワティストレート グリーン」が発売された（2016年現在は販売は行われていない）。これに伴い、従来の「ジャワティストレート」は「ジャワティストレート レッド」に名称が変更された。また、「ジャワティストレート ミント」も期間限定で販売された。
2012年には白茶である「ジャワティストレート ホワイト」が発売された。

## その他
- 1983年に発売された当時は大塚製薬から販売されていたが、その数年後には大塚食品、大塚ベバレジと移管を繰り返し、大塚ベバレジの大塚食品への吸収合併により再び大塚食品の取り扱いとなり現在も販売されている。
- 発売当時のパッケージデザインは広告制作プロ・ライトパブリシティ社のデザイナーで現会長の細谷巌によるもの。細谷はこの他にカロリーメイトやポカリスエットのパッケージデザインにも携わっている。

## CM・広告出演者
特記のないものは全てジャワティーストレートのCMのみ出演。
- BORO（1983年）※音楽のみ
- ニカウ（1984年 - 1985年、シンビーノに出演）
- 本木雅弘（1989年 - 1991年）
- 三船敏郎（1991年 - 1992年）
- 石川亜沙美（1992年）
- 田中律子（1992年 - 1995年）
- 山口達也・奥菜恵（1995年 - 1997年）
- 二階堂智（1997年 - 1998年）
- 藤原紀香（1998年 - 2001年）
- 中村獅童（2003年）
- 金城武（2009年）
- ヒロシ（2019年 - ）